# Regiunea Sikasso
Regiunea Sikasso este una dintre cele 8 unități administrativ-teritoriale de gradul I ale statului Mali. Reședința sa este orașul ononim.